# Luca Di Fulvio
Pour les articles homonymes, voir Di Fulvio.
Luca Di Fulvio, né le 13 mai 1957 à Rome et mort le 31 mai 2023, est un homme de théâtre et un écrivain italien, auteur de roman policier, de fantastique et de littérature d'enfance et de jeunesse.

## Biographie
Avant de fonder sa propre compagnie de théâtre (Le Moveable Feast), Luca Di Fulvio travaille avec Paola Bourbons (it), Sergio Graziani, Mario Marans (it), Andrzej Wajda et Julian Beck du Living Theatre.
Publié en 1996, son premier roman, Zelter, est une histoire de vampire. Son deuxième roman, L’Empailleur (L'impagliatore, 2000), est un thriller qui est adapté au cinéma en 2004 par Eros Puglielli (it) sous le titre Occhi di cristallo.
Le Gang des rêves (La gang dei sogni), paru en Italie en 2008, se déroule dans le New York des années 1920.

## Publications

### Romans
- Zelter (1996)
- L'impagliatore (2000) L’Empailleur, traduit par Arlette Lauterbach, Paris, Gallimard, coll. « Série noire » no 2679, 2003 (ISBN 2-07-049987-1)
- Dover Beach (2002)
- La scala di Dioniso (2006) L'Échelle de Dionysos, traduit par Marina Boraso, Paris, Albin Michel, 2007 (ISBN 978-2-226-18094-0)
- La gang dei sogni (2008) Le Gang des rêves, traduit par Elsa Damien, Paris, Slatkine & Cie, 2016 (ISBN 978-2889440061) ; réédition, Paris, Pocket no 16884, 2017  (ISBN 978-2-266-27243-8)
- Il grande scomunicato (2011)
- Kosher mafia (2011)
- La ragazza che toccava il cielo (2013) Les Enfants de Venise, traduit par Françoise Brun, Paris, Slatkine & Cie, 2017 ; réédition, Paris, Pocket no 16885, 2018  (ISBN 978-2-266-27244-5)
- Il bambino che trovò il sole di notte (2015) Le Soleil des rebelles, traduit par Françoise Brun, Paris, Slatkine & Cie, 2018  (ISBN 978-2889440481) ; réédition, Paris, Pocket no 16886, 2019  (ISBN 978-2-266-27245-2)
- La figlia della libertà (2018) Les Prisonniers de la liberté, traduit par Elsa Damien, Paris, Slatkine & Cie, 2019 ; réédition, Paris, Pocket no 17594, 2021  (ISBN 978-2-266-29120-0)
- La Ballata della città eterna (2020) Mamma Roma, traduit par Elsa Damien, Paris, Slatkine & Cie, 2021  (ISBN 978-2889441853)[4] ; réédition, Paris, Pocket no 18738, 2023  (ISBN 978-2-266-32745-9)
- Le paradis caché (2023) Le paradis caché, traduit par Elsa Damien, Paris, Slatkine & Cie, 2023  (ISBN 978-2889442287) ; réédition, Paris, Pocket no 19417, 2025  (ISBN 978-2-266-34345-9)

### Ouvrage pour la jeunesse
- I Ragazzi dell'Altro Mare (2016) Les Aventuriers de l'Autre Monde, traduit par Elsa Damien, Paris, Slatkine & Cie, 2020

## Adaptation au cinéma
- 2004 : Occhi di cristallo, film italien réalisé par Eros Puglielli (it), d'après le roman L'Empailleur, avec Luigi Lo Cascio et Lucía Jiménez